# Phomopsis albicans
Phomopsis albicans är en svampart som beskrevs av Roberge ex Desm. 1911. Phomopsis albicans ingår i släktet Phomopsis och familjen Diaporthaceae.   Inga underarter finns listade i Catalogue of Life.